# Llista de resolucions del Consell de Seguretat de les Nacions Unides 401 a la 500
Aquesta és una llista entre les resolucions 401 a 500 del Consell de Seguretat de les Nacions Unides aprovades entre el 14 de desembre de 1976 i el 28 de gener de 1982.
| Resolució     | Data                   | Votació                                                                             | Assumpte |
| ------------- | ---------------------- | ----------------------------------------------------------------------------------- | --- |
| Resolució 401 | 14 de desembre de 1976 | 13–0–0 (Benín, Xina no participen en la votació)                                    | Estén el mandat de la Força de les Nacions Unides pel Manteniment de la Pau a Xipre                                    |
| Resolució 402 | 22 de desembre de 1976 | Aprovada “per consens”                                                              | Tancament de al frontera Sud-àfrica-Lesotho; Transkei                                                                  |
| Resolució 403 | 14 de gener de 1977    | 13–0–2 (abstencions: Regne Unit, Estats Units)                                      | Atacs a Botswana per República de Rhodèsia                                                                             |
| Resolució 404 | 8 de febrer de 1977    | Aprovada “per consens”                                                              | Mercenaris estrangers ataquen Benín                                                                                    |
| Resolució 405 | 14 d'abril de 1977     | Aprovada “per consens”                                                              | Missió especial a Benín                                                                                                |
| Resolució 406 | 25 de maig de 1977     | Aprovada sense votació                                                              | Informe d'atacs de Rhodèsia del Sud a Botswana                                                                         |
| Resolució 407 | 25 de maig de 1977     | Aprovada sense votació                                                              | Continua l'assetjament de Lesotho per Sud-àfrica                                                                       |
| Resolució 408 | 26 de maig de 1977     | 12–0–0 (Benín, Xina, Líbia no hi participen)                                        | Estén el mandat de la Força de les Nacions Unides d'Observació de la Separació                                         |
| Resolució 409 | 27 de maig de 1977     | Aprovada sense votació                                                              | Sancions a República de Rhodèsia                                                                                       |
| Resolució 410 | 15 de juny de 1977     | 14–0–0 (Xina no hi participa)                                                       | Estenent operacions de manteniment de la pau a Xipre                                                                   |
| Resolució 411 | 30 de juny de 1977     | 15–0–0                                                                              | Atacs a Moçambic per Rhodèsia del Sud                                                                                  |
| Resolució 412 | 7 de juliol de 1977    | 15–0–0                                                                              | Admissió de Djibouti a les Nacions Unides                                                                              |
| Resolució 413 | 20 de juliol de 1977   | Aprovada “per consens”                                                              | Admissió del Vietnam a les Nacions Unides                                                                              |
| Resolució 414 | 15 de setembre de 1977 | Aprovada sense votació                                                              | Desenvolupament de la situació aXipre                                                                                  |
| Resolució 415 | 29 de setembre de 1977 | 13–0–1 (abstenció: URSS; Xina no hi participa)                                      | Discussions sobre el futur de Rhodèsia del Sud                                                                         |
| Resolució 416 | 21 d'octubre de 1977   | 13–0–0 (Xina, Líbia no hi participen)                                               | Estén el mandat de la Força de les Nacions Unides d'Observació de la Separació                                         |
| Resolució 417 | 31 d'octubre de 1977   | 15–0–0                                                                              | Condemna de la repressió contínua a Sud-àfrica                                                                         |
| Resolució 418 | 4 de novembre de 1977  | 15–0–0                                                                              | Imposa un embargament d'armes a Sud-àfrica                                                                             |
| Resolució 419 | 24 de novembre de 1977 | Aprovada sense votació                                                              | Pregunta per l'ajuda internacional dels mercenaris que atacaren Benín                                                  |
| Resolució 420 | 30 de novembre de 1977 | 12–0–0 (Benín, Xina, Líbia no hi participen)                                        | Estenent el mandat de la Força de les Nacions Unides d'Observació de la Separació                                      |
| Resolució 421 | 9 de desembre de 1977  | 15–0–0                                                                              | Estableix un comitè per vigilar l'aplicació de la Resolució 418 a Sud-àfrica                                           |
| Resolució 422 | 15 de desembre de 1977 | 14–0–0 (Xina no participa en la votació)                                            | Estén operacions de manteniment de la pau a Xipre                                                                      |
| Resolució 423 | 14 de març de 1978     | 10–0–5 (abstencions: Canadà, França, Alemanya Occidental, Regne Unit, Estats Units) | Crida a la fi del "règim racista il·legal" a Rhodèsia del Sud                                                          |
| Resolució 424 | 17 de març de 1978     | 15–0–0                                                                              | Atacs a Zàmbia i altres països per Rhodèsia del Sud; Moviment d'alliberament a Namíbia, Zimbabwe; apartheid sud-africà |
| Resolució 425 | 19 de març de 1978     | 12–0–2 (abstencions: Txecoslovàquia, URSS; Xina no hi participen)                   | Estableix la UNIFIL |
| Resolució 426 | 19 de març de 1978     | 12–0–2 (abstencions: Txecoslovàquia, URSS; Xina no hi participen)                   | Estableix la UNIFIL |
| Resolució 427 | 3 de maig de 1978      | 12–0–2 (abstencions: Txecoslovàquia, URSS; Xina no hi participen)                   | Incrementa la mida d'UNIFIL; Condemna atacs a les forces de l'ONU a Israel-Líban                                       |
| Resolució 428 | 6 de maig de 1978      | 15–0–0                                                                              | Atac a Angola per Sud-àfrica; supressió de persones a Namíbia                                                          |
| Resolució 429 | 31 de maig de 1978     | 14–0–0 (Xina no participa en la votació)                                            | Estén el mandat de la Força de les Nacions Unides d'Observació de la Separació                                         |
| Resolució 430 | 16 de juny de 1978     | 14–0–0 (Xina no participa en la votació)                                            | Estén el mandat de la Força de les Nacions Unides pel Manteniment de la Pau a Xipre                                    |
| Resolució 431 | 27 de juliol de 1978   | 13–0–2 (abstencions: Txecoslovàquia, URSS)                                          | Propostes per la situació a Namíbia; Nomenament d'un representant especial                                             |
| Resolució 432 | 27 de juliol de 1978   | 15–0–0                                                                              | Crida per la integració de Walvis Bay en Namíbia                                                                       |
| Resolució 433 | 17 d'agost de 1978     | 15–0–0                                                                              | Admissió de les Illes Salomó a les Nacions Unides                                                                      |
| Resolució 434 | 18 de setembre de 1978 | 12–0–2 (abstencions: Txecoslovàquia, URSS; Xina no hi participen)                   | Estén el mandat de la UNIFIL                                                                                           |
| Resolució 435 | 29 de setembre de 1978 | 12–0–2 (abstencions: Txecoslovàquia, URSS; Xina no hi participen)                   | Establiment de Grup d'Assistència a la Transició de l'ONU (UNTAG) a Namíbia                                            |
| Resolució 436 | 6 d'octubre de 1978    | 15–0–0                                                                              | La Guerra Civil Libanesa                                                                                               |
| Resolució 437 | 10 d'octubre de 1978   | 11–0–4 (abstencions: Canadà, Alemanya Occidental, Regne Unit, Estats Units)         | Decisió dels Estats Units de permetre l'entrada al país de membres del règim de Rhodèsia del Sud                       |
| Resolució 438 | 23 d'octubre de 1978   | 12–0–2 (abstencions: Txecoslovàquia, URSS; Xina no hi participen)                   | Estén el mandat de la Força d'Emergència de les Nacions Unides                                                         |
| Resolució 439 | 13 de novembre de 1978 | 10–0–5 (abstencions: Canadà, França, Alemanya Occidental, Regne Unit, Estats Units) | Condemna de la decisió de Sud-àfrica's de convocar unilateralment eleccions a Àfrica del Sud-oest                      |
| Resolució 440 | 27 de novembre de 1978 | Aprovada “per consens”                                                              | Progrés de la pau a Xipre                                                                                              |
| Resolució 441 | 30 de novembre de 1978 | 14–0–1 (Xina no participa en la votació)                                            | Estén el mandat de la Força de les Nacions Unides d'Observació de la Separació                                         |
| Resolució 442 | 6 de desembre de 1978  | 15–0–0                                                                              | Admissió de la Commonwealth de Dominica a les Nacions Unides                                                           |
| Resolució 443 | 14 de desembre de 1978 | 14–0–1 (Xina no hi participa)                                                       | Estén el mandat de la Força de les Nacions Unides pel Manteniment de la Pau a Xipre                                    |
| Resolució 444 | 19 de gener de 1979    | 12–0–2 (abstencions: Txecoslovàquia, URSS; Xina no hi participen)                   | Estén el mandat de la UNIFIL                                                                                           |
| Resolució 445 | 8 de març de 1979      | 12–0–3 (abstencions: França, Regne Unit, Estats Units)                              | Atacs a d'altres països per Rhodèsia del Sud; eleccions de 1979                                                        |
| Resolució 446 | 22 de març de 1979     | 12–0–3 (abstencions: Noruega, Regne Unit, Estats Units)                             | Determinisa que els assentament israelià no tenen validesa legal i són un obstacle per al procés de pau.               |
| Resolució 447 | 28 de març de 1979     | 12–0–3 (abstencions: França, Regne Unit, Estats Units)                              | Atac sud-africà a Angola                                                                                               |
| Resolució 448 | 30 d'abril de 1979     | 12–0–3 (abstencions: França, Regne Unit, Estats Units)                              | Eleccions generals de Zimbabwe Rhodèsia de 1979                                                                        |
| Resolució 449 | 30 de maig de 1979     | 14–0–1 (Xina no participa en la votació)                                            | Estén el mandat de la Força de les Nacions Unides d'Observació de la Separació                                         |
| Resolució 450 | 14 de juny de 1979     | 12–0–2 (abstencions: Txecoslovàquia, URSS; Xina no hi participa)                    | Condemna atacs israelians; Estén el mandat de la UNIFIL                                                                |
| Resolució 451 | 15 de juny de 1979     | 14–0–1 (Xina no participa en la votació)                                            | Estén el mandat de la Força de les Nacions Unides pel Manteniment de la Pau a Xipre                                    |
| Resolució 452 | 20 de juliol de 1979   | 14–0–1 (abstenció: Estats Units)                                                    | Assentaments israelians                                                                                                |
| Resolució 453 | 12 de setembre de 1979 | 15–0–0                                                                              | Admissió de Saint Lucia a les Nacions Unides                                                                           |
| Resolució 454 | 2 de novembre de 1979  | 12–0–3 (abstencions: França, Regne Unit, Estats Units)                              | Atacs a Angola per Sud-àfrica                                                                                          |
| Resolució 455 | 23 de novembre de 1979 | Aprovada “per consens”                                                              | Atacs a Zàmbia per Rhodèsia del Sud; col·lusió sud-africana                                                            |
| Resolució 456 | 30 de novembre de 1979 | 14–0–1 (Xina no participa en la votació)                                            | Estén el mandat de la Força de les Nacions Unides d'Observació de la Separació                                         |
| Resolució 457 | 4 de desembre de 1979  | 15–0–0                                                                              | Iran i els Estats Units durant la crisi dels ostatges a l'Iran                                                         |
| Resolució 458 | 14 de desembre de 1979 | 14–0–1 (Xina No participa en la votació)                                            | Estén el mandat de la Força de les Nacions Unides pel Manteniment de la Pau a Xipre                                    |
| Resolució 459 | 19 de desembre de 1979 | 12–0–2 (abstencions: Txecoslovàquia, URSS; Xina no hi participa)                    | Estén el mandat de la UNIFIL                                                                                           |
| Resolució 460 | 21 de desembre de 1979 | 13–0–2 (abstencions: Txecoslovàquia, URSS)                                          | Fi de les sancions contra Rhodèsia del Sud; Acord de Lancaster House                                                   |
| Resolució 461 | 31 de desembre de 1979 | 11–0–4 (abstencions: Bangladesh, Txecoslovàquia, Kuwait, URSS)                      | Condemna Iran per la presa d'ostatges del personal de l'ambaixada estatunidenca                                        |
| Resolució 462 | 9 de gener de 1980     | 12–2–1 (en contra: East Alemanya, URSS; abstenció: Zàmbia)                          | Crida d'emergència a una trobada de l'Assemblea General per discutir invasió soviètica de l'Afganistan                 |
| Resolució 463 | 2 de febrer de 1980    | 14–0–0 (Regne Unit no participa en la votació)                                      | Implementació de l'Acord de Lancaster House                                                                            |
| Resolució 464 | 19 de febrer de 1980   | 15–0–0                                                                              | Admissió de Saint Vincent i les Grenadines                                                                             |
| Resolució 465 | 1 de març de 1980      | 15–0–0                                                                              | Assentaments israelians                                                                                                |
| Resolució 466 | 11 d'abril de 1980     | 15–0–0                                                                              | Atac sud-africà a Zàmbia                                                                                               |
| Resolució 467 | 24 d'abril de 1980     | 12–0–3 (abstencions: Alemanya Oriental, URSS, Estats Units)                         | Atacs a UNIFIL |
| Resolució 468 | 8 de maig de 1980      | 14–0–1 (abstenció: Estats Units)                                                    | Expulsió de funcionaris palestins per Israel                                                                           |
| Resolució 469 | 20 de maig de 1980     | 14–0–1 (abstenció: Estats Units)                                                    | Crida a Israel perquè compleixi la resolució 468                                                                       |
| Resolució 470 | 30 de maig de 1980     | 14–0–1 (Xina no participa en la votació)                                            | Estén el mandat de la Força de les Nacions Unides d'Observació de la Separació                                         |
| Resolució 471 | 5 de juny de 1980      | 14–0–1 (abstenció: Estats Units)                                                    | Assentaments israelians                                                                                                |
| Resolució 472 | 13 de juny de 1980     | 14–0–1 (Xina no participa en la votació)                                            | Estén el mandat de la Força de les Nacions Unides pel Manteniment de la Pau a Xipre                                    |
| Resolució 473 | 13 de juny de 1980     | 15–0–0                                                                              | Condemna apartheid a Sud-àfrica                                                                                        |
| Resolució 474 | 17 de juny de 1980     | 12–0–2 (abstencions: Alemanya Oriental, URSS; Xina no hi participa)                 | Estén el mandat de la UNIFIL                                                                                           |
| Resolució 475 | 27 de juny de 1980     | 12–0–3 (abstencions: França, Regne Unit, Estats Units)                              | Atac sud-africà a Angola                                                                                               |
| Resolució 476 | 30 de juny de 1980     | 14–0–1 (abstenció: Estats Units)                                                    | Territoris ocupats per Israel                                                                                          |
| Resolució 477 | 30 de juliol de 1980   | 15–0–0                                                                              | Admissió de Zimbabwe a les Nacions Unides                                                                              |
| Resolució 478 | 20 d'agost de 1980     | 14–0–1 (abstenció: Estats Units)                                                    | Llei de Jerusalem |
| Resolució 479 | 28 de setembre de 1980 | 15–0–0                                                                              | Crida al cessament d'activitats militars durant la Guerra Iran-Iraq                                                    |
| Resolució 480 | 12 de novembre de 1980 | 15–0–0                                                                              | Cobrir vacants a la Cort Internacional de Justícia                                                                     |
| Resolució 481 | 26 de novembre de 1980 | 14–0–1 (Xina no participa en la votació)                                            | Estén el mandat de la Força de les Nacions Unides d'Observació de la Separació                                         |
| Resolució 482 | 11 de desembre de 1980 | 14–0–1 (Xina no participa en la votació)                                            | Estén el mandat de la Força de les Nacions Unides pel Manteniment de la Pau a Xipre                                    |
| Resolució 483 | 17 de desembre de 1980 | 12–0–2 (abstencions: Alemanya Oriental, URSS; Xina no hi participa)                 | Estén el mandat de la UNIFIL                                                                                           |
| Resolució 484 | 19 de desembre de 1980 | 15–0–0                                                                              | Expulsió de representants palestins per Israel                                                                         |
| Resolució 485 | 22 de maig de 1981     | 14–0–1 (Xina no participa en la votació)                                            | Estén el mandat de tla Força de les Nacions Unides d'Observació de la Separació                                        |
| Resolució 486 | 4 de juny de 1981      | 14–0–1 (Xina no participa en la votació)                                            | Estén el mandat de la Força de les Nacions Unides pel Manteniment de la Pau a Xipre                                    |
| Resolució 487 | 19 de juny de 1981     | 15–0–0                                                                              | Atac israelià a la central nuclear d'Irak certificat per l'Agència Internacional de l'Energia Atòmica                  |
| Resolució 488 | 19 de juny de 1981     | 12–0–2 (abstencions: Alemanya Oriental, URSS; Xina no hi participa)                 | Estén el mandat de la UNIFIL                                                                                           |
| Resolució 489 | 8 de juliol de 1981    | 15–0–0                                                                              | Admissió de la república de Vanuatu a les Nacions Unides                                                               |
| Resolució 490 | 21 de juliol de 1981   | 15–0–0                                                                              | Atacs aeris al Líban per Israel; precursor de la Guerra del Líban de 1982                                              |
| Resolució 491 | 23 de setembre de 1981 | 15–0–0                                                                              | Admissió de Belize a les Nacions Unides                                                                                |
| Resolució 492 | 10 de novembre de 1981 | 15–0–0                                                                              | Admissió d'Antigua i Barbuda a les Nacions Unides                                                                      |
| Resolució 493 | 23 de novembre de 1981 | 14–0–1 (Xina no participa en la votació)                                            | Estén el mandat de la Força de les Nacions Unides d'Observació de la Separació                                         |
| Resolució 494 | 11 de desembre de 1981 | 15–0–0                                                                              | Nomenament de Javier Pérez de Cuéllar com a Secretari General                                                          |
| Resolució 495 | 14 de desembre de 1981 | 15–0–0                                                                              | Estén el mandat de la Força de les Nacions Unides pel Manteniment de la Pau a Xipre                                    |
| Resolució 496 | 15 de desembre de 1981 | 15–0–0                                                                              | Fallit intent de cop d'estat mercenari a les Seychelles                                                                |
| Resolució 497 | 17 de desembre de 1981 | 15–0–0                                                                              | Llei israeliana dels Alts del Golan                                                                                    |
| Resolució 498 | 18 de desembre de 1981 | 13–0–2 (abstencions: Alemanya Occidental, URSS)                                     | Estén el mandat de la UNIFIL                                                                                           |
| Resolució 499 | 21 de desembre de 1981 | 15–0–0                                                                              | Vacants en la Cort Internacional de Justícia                                                                           |
| Resolució 500 | 28 de gener de 1982    | 13–0–2 (abstencions: Regne Unit, Estats Units)                                      | Crida a una trobada d'emergència de l'Assemblea General sobre Israel i els alts del Golan                              |